# Cartela (cartografía)

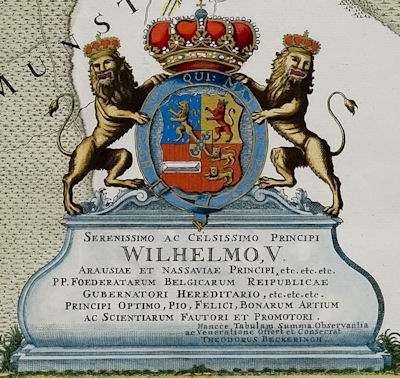
Cartela en un mapa dedicado a William V, Príncipe de Orange (1781)

En cartografía una cartela (o cartouche en la mayoría de idiomas) es un emblema decorativo incluido en un globo terráqueo o en un mapa.
Una cartela puede contener el título, la dirección del impresor, la fecha de publicación, la escala del mapa con leyendas, y a veces una dedicatoria.

## Características

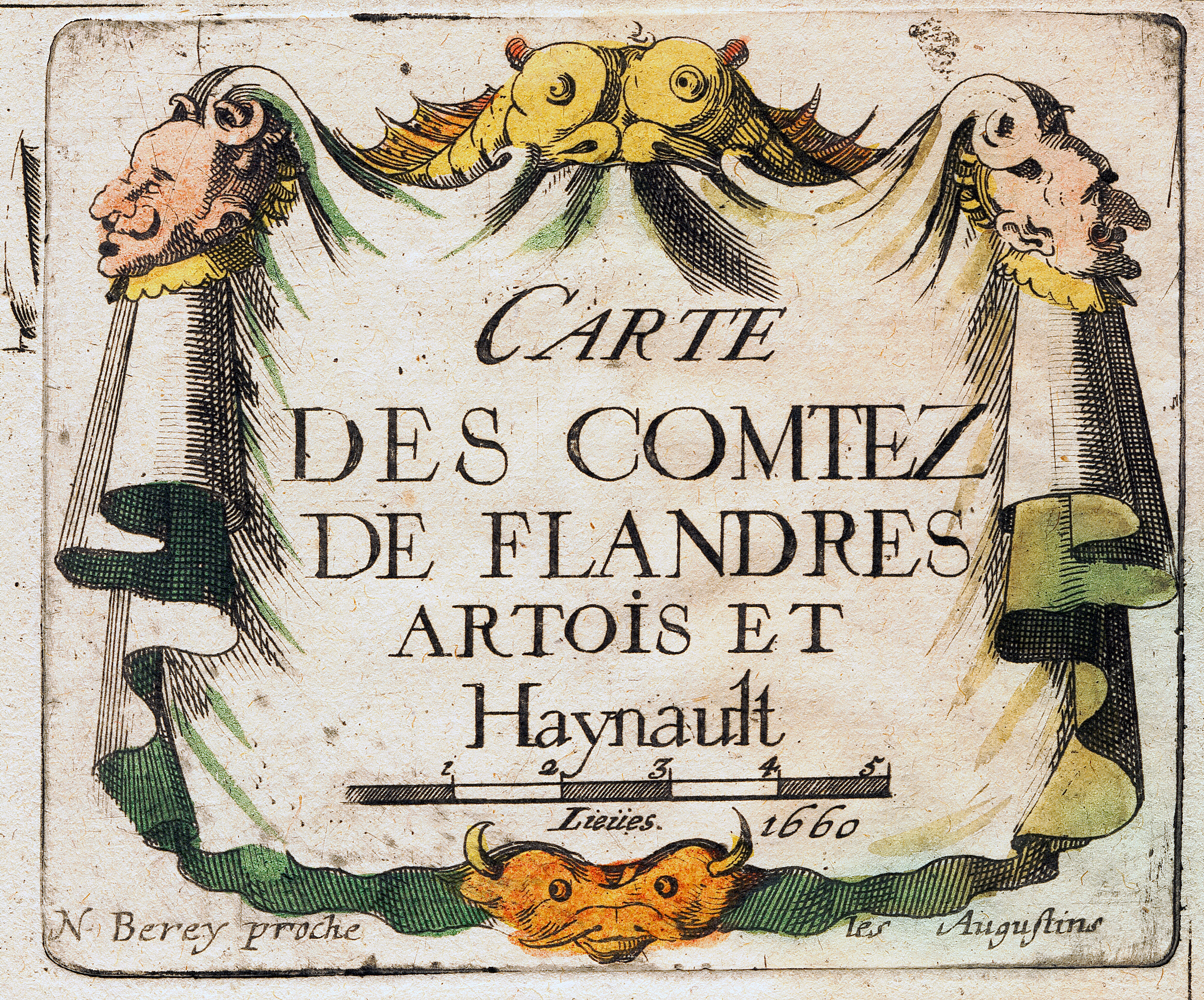
Cartela en un mapa de Nicolas Berey de 1660.

El diseño de los cartuchos varía de acuerdo con el estilo del cartógrafo y el estilo de la época. Los mapas del siglo XV siguen un  modelo de acuerdo con el precedente de los portulanos catalanes o italianos (orla sencilla), y en el siglo XVI se añaden elementos arquitectónicos y figurativos (como escudos de armas). 
La cartela cartográfica tuvo su apogeo en el período Barroco. Hacia el fin del siglo XVIII los efectos ornamentales en la cartografía se hicieron menos populares, y su estilo evolucionó hacia inscripciones simples dentro de campos ovalados o rectangulares .

## Uso del nombre
El Diccionario trilingüe del castellano, vascuence y latín, editado en San Sebastián en 1745, definía la cartela como «pedazo de cartón, madera, u otra materia, a modo de tarjeta, en que se escribe algo». Su autor, el padre Manuel Larramendi, sostenía que el término tenía su origen en la voz euskera «chartela», equivalente a la latina «tábula». Definiciones semejantes se encuentran en los primitivos diccionarios de la Real Academia. En la edición de 1823 del Diccionario de la Lengua Castellana una cartela era un pedazo de cartón, madera o cualquier otro material a modo de tarjeta que se emplea para escribir en ella alguna cosa, a fin «de que no se olvide», o bien para escribir «alguna nota, señal o recuerdo», según decía la versión abreviada de 1826. En cartografía el elemento definido anteriormente se incorpora como parte decorativa del mapa. 